# Molophilus (Molophilus) berberus
Molophilus (Molophilus) berberus is een tweevleugelige uit de familie steltmuggen (Limoniidae). De soort komt voor in het Australaziatisch gebied.